# Avenida Elvira Rawson de Dellepiane
El Bulevar Elvira Rawson de Dellepiane es una de las cinco avenidas en dirección este-oeste que conectan Puerto Madero con el centro de la ciudad de Buenos Aires. Es una prolongación de la calle Brasil, que tomó su nombre actual por una Ordenanza de la Ciudad de Buenos Aires, sancionada en 1995.
En la actualidad, es uno de los bordes del “nuevo” Puerto Madero, marcando el límite de la zona renovada por inversiones públicas e inmobiliarias para transformar el antiguo puerto abandonado en un barrio de alta categoría. A partir del Boulevard Rawson de Dellepiane hacia el sur, comienza el área que todavía tiene uso portuario, y no ha sido aún rezonoficado. 
Sin embargo, en agosto de 2009 la presidenta Cristina Fernández de Kirchner manifestó su intención en crear el Polo Audiovisual en terrenos de la Isla Demarchi, dentro de la zona antes mencionada. A pesar de la oposición de los trabajadores portuarios y la polémica desarrollada a través de los medios de comunicación, en septiembre de ese año un decreto presidencial ordenó la desafectación de los terrenos para el avance del proyecto. Aun así, en la actualidad falta la aprobación en la Legislatura de Buenos Aires para poder concretar la iniciativa.
El boulevard Rawson de Dellepiane permaneció sin modificaciones en su aspecto mientras el resto de las avenidas de acceso a Puerto Madero eran ensanchadas y forestadas durante 1997 y 1998. Fue recién en abril de 2008 que se inauguró la ampliación de la calzada y la construcción de un cantero central arbolado, dando más jerarquía a lo que hasta ese momento era una avenida de apenas dos carriles de circulación.
El recorrido del boulevard comienza a partir de su cruce con la Avenida Ingeniero Huergo, en una vieja zona de depósitos portuarios, muchos de ellos transformados en oficinas de informática o de gobierno. Atravesando el viaducto de la Autopista a La Plata, pasa junto al Edificio Malecón, que corona el extremo del Dique 1, y cruza hileras de antiguas tipas plantadas a comienzos del siglo XX. Cruzando un puente giratorio que separa el Dique 1 de la Dársena Sur, allí se ve una Subestación de Edesur que fue construida en la década de 1910 por la CIAE de Electricidad, con estilo florentino, y se destaca por sus fachadas de ladrillo y aspecto renacentista. También se encuentra ahí el estacionamiento y acceso al Casino Puerto Madero que funciona sobre dos barcos atracados en Dársena Sur, debido a limitaciones legales al juego en la ley de Buenos Aires, que no corren sobre las aguas del puerto.
En esta zona, se encuentran en construcción un par de conjuntos de torres y oficinas: Art María y Madero Harbour, que comenzaron alrededor de 2008 y a fines de 2012 seguían avanzando en etapas. En contraste, en la vereda opuesta todavía funcionan depósitos portuarios y está la calle Benito Correa, que funciona como principal acceso a las dependencias portuarias de Isla Demarchi. Hacia el este, siguen la Plaza María Eva Duarte de Perón, inaugurada en 2008 y diseñada por Pfeifer-Zurdo Arquitectos, y el Anfiteatro “Lola Mora”, una estructura de reminiscencias griegas. En la vereda opuesta, funciona en antiguos pabellones del Lazareto de Buenos Aires, el Museo de Calcos y Escultura comparada. La avenida remata en la Fuente de las Nereidas, monumento de la escultora Lola Mora que debió emplazarse en Plaza de Mayo, pero fue confinado a este extremo de la ciudad por el pudor de la clase alta porteña que se horrorizó por sus desnudos a comienzos del siglo XX.
Allí, en el cruce con la Avenida España y junto al Espigón Plus Ultra que remata la Costanera Sur, termina el Boulevard Rawson de Dellepiane. A pocos metros se encuentra el acceso a la Reserva Ecológica, y la entrada a la Villa Rodrigo Bueno.